# Empusa (género)
Empusa es un género de mantis de la familia Empusidae. Se distribuyen por la mitad meriodinal de Europa, África y la mitad occidental de Asia.

## Especies
Contiene las siguientes especies:
- E. binotata Serville, 1839
- E. fasciata Brullé, 1832
- E. guttula Thunberg, 1815
- E. hedenborgii Stål, 1877
- E. longicollis Ramme, 1951
- E. neglecta Paulian, 1958
- E. pennata (Thunberg, 1815)
- E. pennicornis (Pallas, 1773)
- E. romboidae Lindt, 1976
- E. simonyi Krauss, 1902
- E. spinosa Krauss, 1902
- E. uvarovi Chopard, 1921